# Попівська друга волость
Попівська друга волость — історична адміністративно-територіальна одиниця Черкаського повіту Київської губернії з центром у селі Попівка.
Станом на 1886 рік складалася з 4 поселень, 4 сільських громад. Населення — 4013 особи (1986 чоловічої статі та 2027 — жіночої), 495 дворових господарств.
|                     | Площа, десятин | У тому числі орної, дес. |
| ------------------- | -------------- | ------------------------ |
| Сільських громад    | 2565           | 1344                     |
| Приватної власності | 3342           | 1045                     |
| Іншої власності     | 151            | 105                      |
| Загалом             | 6058           | 2498                     |

Поселення волості:
- Попівка — колишнє власницьке село, 1393 осіб, 176 дворів, православна церква, школа, 2 постоялих будинки.
- Бабичі — колишнє власницьке село, 828 осіб, 105 дворів, православна церква, школа, постоялий будинок.
- Горобіївка — колишнє власницьке село, 1078 осіб, 164 двори, православна церква, школа, 2 постоялих будинки.
- Горобіївська Буда — колишнє власницьке село, 522 особа, 50 дворів, школа, постоялий будинок.

Наприкінці ХІХ ст. волость було ліквідовано, територія у повному складі відійшла до Межиріцької волості.